# Eerste klasse 1941-42 (voetbal België)
Het seizoen 1941/42 van de Belgische Eerste Klasse ging van start in de zomer van 1941 en eindigde in de lente van 1942. Ondanks het feit dat de competitie plaatsvond tijdens de Tweede Wereldoorlog werd hij toch volledig afgewerkt. De competitie, die onder de naam Ere Afdeling plaatsvond, telde 14 clubs. K. Liersche SK werd voor de tweede keer in de geschiedenis van de club kampioen.

## Gepromoveerde teams
De 14 ploegen die aan deze competitie van start gingen waren dezelfde ploegen die van start gegaan waren in de competitie van het seizoen 1939/40 dat werd stopgezet bij het uitbreken van de Tweede Wereldoorlog.

## Degraderende teams
Omdat de competitie van het volgende seizoen, het seizoen 1942/43, werd uitgebreid met twee ploegen tot 16 clubs waren er geen degradanten.

## Titelstrijd
K. Liersche SK werd kampioen met vier punten voorsprong op vicekampioen R. Beerschot AC. Derde werd R. Antwerp FC dat zes punten achterstand telde op de kampioen.

## Degradatiestrijd
K. Boom FC eindigde afgetekend op de laatste plaats en Cercle Brugge eindigde op de voorlaatste plaats. Wegens de uitbreiding van de competitie van het volgende seizoen naar 16 ploegen volgde er geen degradatie voor deze twee ploegen.

## Eindstand
|   |    |                             | P  | W  | G | V  | +  | -   | DS  | Ptn |
| - | -- | --------------------------- | -- | -- | - | -- | -- | --- | --- | --- |
| K | 1  | K. Liersche SK              | 26 | 18 | 3 | 5  | 92 | 41  | 51  | 39  |
|   | 2  | R. Beerschot AC             | 26 | 17 | 1 | 8  | 78 | 38  | 40  | 35  |
|   | 3  | R. Antwerp FC               | 26 | 13 | 7 | 6  | 63 | 36  | 27  | 33  |
|   | 4  | R. OC de Charleroi          | 26 | 15 | 3 | 8  | 60 | 47  | 13  | 33  |
|   | 5  | SC Eendracht Aalst          | 26 | 13 | 4 | 9  | 57 | 55  | 2   | 30  |
|   | 6  | RSC Anderlechtois           | 26 | 11 | 5 | 10 | 44 | 44  | 0   | 27  |
|   | 7  | R. Tilleur FC               | 26 | 12 | 3 | 11 | 59 | 55  | 4   | 27  |
|   | 8  | ARA La Gantoise             | 26 | 12 | 3 | 11 | 46 | 39  | 7   | 27  |
|   | 9  | Union Royale Saint-Gilloise | 26 | 9  | 5 | 12 | 61 | 66  | -5  | 23  |
|   | 10 | RFC Malinois                | 26 | 10 | 3 | 13 | 61 | 67  | -6  | 23  |
|   | 11 | R. White Star AC            | 26 | 10 | 3 | 13 | 52 | 67  | -15 | 23  |
|   | 12 | R. Standard Club Liège      | 26 | 9  | 4 | 13 | 54 | 63  | -9  | 22  |
|   | 13 | RCS Brugeois                | 26 | 4  | 5 | 17 | 24 | 49  | -25 | 13  |
|   | 14 | K. Boom FC                  | 26 | 2  | 5 | 19 | 38 | 122 | -84 | 9   |

P: wedstrijden gespeeld, W: wedstrijden gewonnen, G: gelijke spelen, V: wedstrijden verloren, +: gescoorde doelpunten, -: doelpunten tegen, DS: doelsaldo, Ptn: totaal punten
K: kampioen, D: degradeert

## Topschutter
| Scorer          | Goals | Team               |        |
| --------------- | ----- | ------------------ | ------ |
| Bert De Cleyn   | 34    | RFC Malinois       | België |
| Arthur Ceuleers | 32    | R. Beerschot AC    | België |
| Jan Goossens    | 30    | R. OC de Charleroi | België |

1895/96 · 1896/97 · 1897/98 · 1898/99 · 1899/00 · 1900/01 · 1901/02 · 1902/03 · 1903/04 · 1904/05 · 1905/06 · 1906/07 · 1907/08 · 1908/09 · 1909/10 · 1910/11 · 1911/12 · 1912/13 · 1913/14 · 1914/15 · 1915/16 · 1916/17 · 1917/18 · 1918/19 · 
1919/20 · 1920/21 · 1921/22 · 1922/23 · 1923/24 · 1924/25 · 1925/26 · 1926/27 · 1927/28 · 1928/29 · 1929/30 · 1930/31 · 1931/32 · 1932/33 · 1933/34 · 1934/35 · 1935/36 · 1936/37 · 1937/38 · 1938/39 · 1939/40 · 1940/41 · 1941/42 · 1942/43 · 1943/44 · 1944/45 · 1945/46 · 1946/47 · 1947/48 · 1948/49 · 1949/50 · 1950/51 · 1951/52 · 1952/53 · 1953/54 · 1954/55 · 1955/56 · 1956/57 · 1957/58 · 1958/59 · 1959/60 · 1960/61 · 1961/62 · 1962/63 · 1963/64 · 1964/65 · 1965/66 · 1966/67 · 1967/68 · 1968/69 · 1969/70 · 1970/71 · 1971/72 · 1972/73 · 1973/74 · 1974/75 · 1975/76 · 1976/77 · 1977/78 · 1978/79 · 1979/80 · 1980/81 · 1981/82 · 1982/83 · 1983/84 · 1984/85 · 1985/86 · 1986/87 · 1987/88 · 1988/89 · 1989/90 · 1990/91 · 1991/92 · 1992/93 · 1993/94 · 1994/95 · 1995/96 · 1996/97 · 1997/98 · 1998/99 · 1999/00 · 2000/01 · 2001/02 · 2002/03 · 2003/04 · 2004/05 · 2005/06 · 2006/07 · 2007/08 · 2008/09 · 2009/10 · 2010/11 · 2011/12 · 2012/13 · 2013/14 · 2014/15 · 2015/16 · 2016/17 · 2017/18 · 2018/19 · 2019/20 · 2020/21· 2021/22 · 2022/23 · 2023/24 · 2024/25